# Hematofag

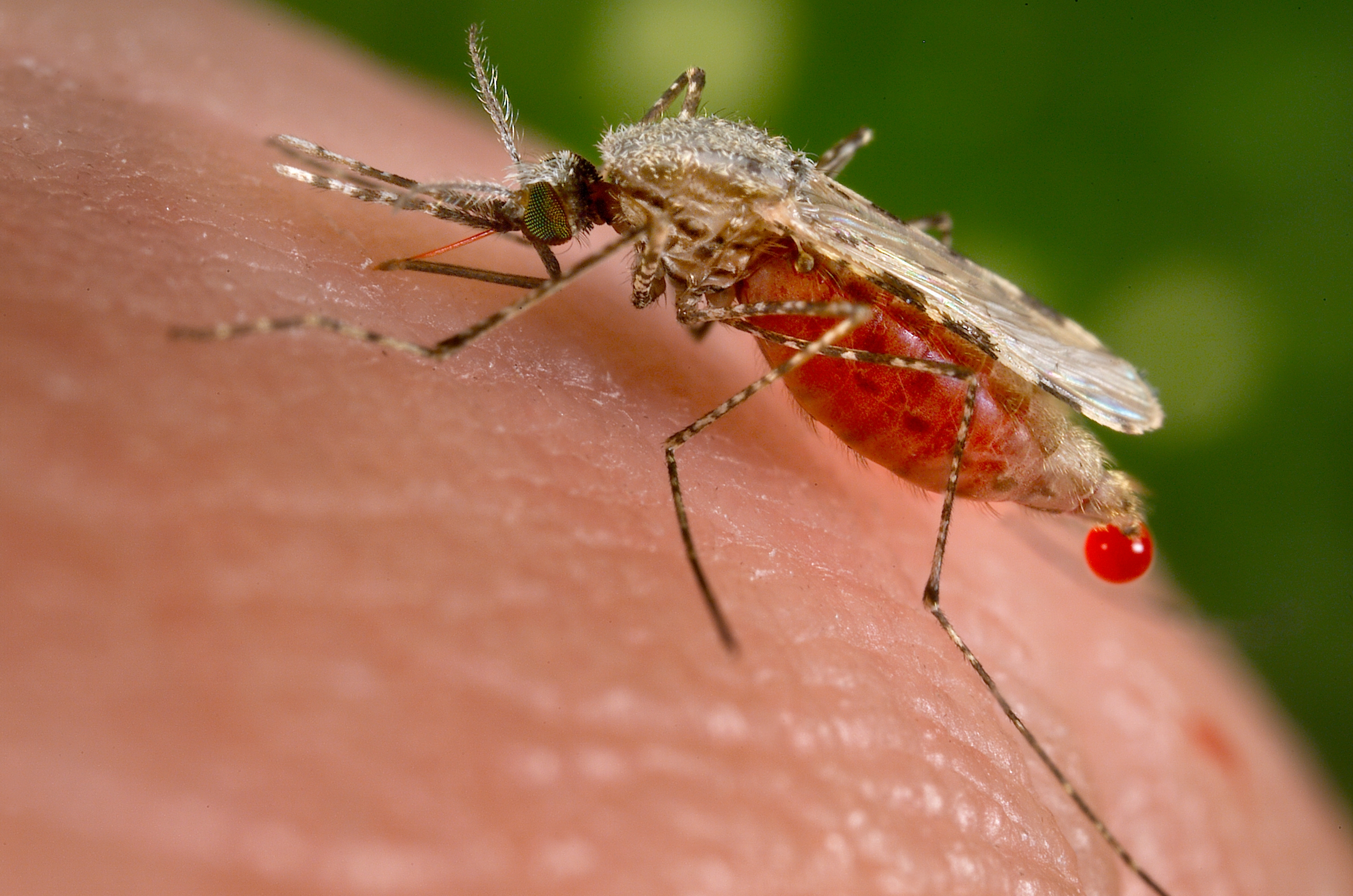
Anopheles stephensi (komar)

Hematofag (łac. haematophagus, l. mn. haematophaga) – pasożyt odżywiający się krwią z organizmu żywiciela, np. kleszcze, pijawki, niektóre owady (komary, meszki), a także kręgowce (kandyra, niektóre nietoperze).